# Chemin de fer Comodoro Rivadavia a Colonia Sarmiento
Le chemin de fer Comodoro Rivadavia a Colonia Sarmiento, également connue au niveau national argentin sous le nom de ligne Comodoro Rivadavia - Colonia Sarmiento, est une ancienne branche ferroviaire qui faisait partie du réseau ferroviaire argentin. Son objectif initial, lorsqu'il a été planifié, était de relier le port de Comodoro Rivadavia au Lago Buenos Aires (Perito Moreno). La route était située dans le sud de la province de Chubut, sur le chemin du lac, elle rejoignait la branche du lac Nahuel Huapi, après avoir traversé Colonia 16 de Octubre (aujourd'hui Trevelín). À un moment donné, son itinéraire se raccorderait au chemin de fer central de Chubut. Avec la découverte du pétrole, la situation de ce chemin de fer a pris une nouvelle importance, mais elle n'a jamais dépassé Sarmiento, car l'idée originale d'un chemin de fer transpatagonien relié au reste du pays a été abandonnée.
Elle était également appelée Autovía ou Chanchita par la population locale. Elle siégeait autrefois dans la ville de Comodoro. Sa fonction était d'être un nœud fondamental, couvrant les services de fret et de passagers, dans les distances urbaines et semi-urbaines des villes qu'elle desservait et reliant les camps pétroliers privés et publics. À cette fin, elle utilisait initialement des trains à vapeur et a ensuite complété son service avec des voitures diesel.
C'était l'un des rares chemins de fer qui, en plus de fournir des services de transport de passagers et de marchandises, avait une vocation touristique sur sa branche subsidiaire à Rada Tilly dans cette région.

## Histoire

### Antécédents et premières années

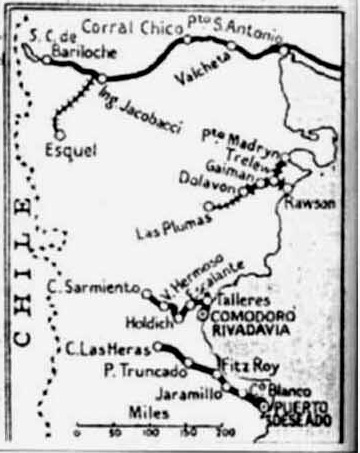
Carte du réseau ferroviaire argentin de Patagonie vers 1960.

En 1906, le président José F. Alcorta et son ministre Dr Ezequiel Ramos Mejía présentent un projet de promotion des territoires nationaux, qui dans le cas de la Patagonie était basé sur le projet de la société Ferro Carril Sud Argentino. Ramos Mejía a développé et reprojeté cette idée afin de joindre plusieurs branches, comme celle de San Antonio Oeste et de Puerto Madryn avec celle de Comodoro Rivadavia, qui atteindrait la Colonia 16 de Octubre (aujourd'hui Trevelín), et ensuite un chemin de fer transcontinental qui atteindrait Valdivia, dans le pays voisin du Chili. Les branches seraient : Puerto Madryn - Valle 16 de Octubre qui rejoindrait les autres branches projetées : Comodoro Rivadavia - Lago Buenos Aires et Puerto Deseado - Nahuel Huapi (Bariloche). La liaison permettant d'élever la ligne Viedma - Bariloche qui mènerait au nord du pays passerait par l'actuel chemin de fer de La Trochita, qui faisait partie du projet. L'idée a été partiellement mise en œuvre et n'a pas été menée à bien dans son intégralité, car elle était quelque peu contraire aux intérêts du capital britannique, sans compter la forte opposition du Congrès et de la presse, qui s'est terminée en juillet 1913 par la démission de Ramos Mejía.
La loi no 5559 prévoit sa création le 11 septembre 1908 et le 16 septembre 1908, un décret est pris pour commencer les travaux. Entre-temps, les études de faisabilité ont commencé en 1909. Le 27 janvier 1910, l'ingénieur Alberto Schneider, directeur général de Ferrocarriles Patagónicos, débarque accompagné de Guido Jacobacci, directeur de la zone et d'Alberto Schawartz, directeur du chemin de fer Comodoro - Lago Buenos Aires pour commencer les travaux. La construction de cet embranchement a commencé en avril de la même année avec le déchargement du vapeur Mendoza de 5 000 traverses et 350 ouvriers au quai du Km 5.
En 1911, le premier transport de bétail a été effectué sur ce chemin de fer. Au départ, il était prévu de poser 150 kilomètres de voie droite jusqu'à Sarmiento, mais ce projet a été transformé en plus de 200 kilomètres de voie courbe. Cette immense déviation est le résultat de l'intervention du puissant capital privé de l'estancia La Nueva Oriental, qui est intervenu politiquement et monétairement pour former la courbe vers le sud qui permettait au chemin de fer de transporter sa forte production de laine et de moutons. Cette action a également permis de fonder une série de stations et de villages impensables, parmi lesquels Holdich est né. La conséquence de cette intervention a été le retard supplémentaire dans l'achèvement de la route principale, les complications de la géographie de la région et le chevauchement des villes et des stations.
La gare de Cañadón Lagarto est inaugurée en 1911. Avec l'arrivée du train, la ville attire un grand nombre de conducteurs de voitures qui ont envoyé leurs chargements à Comodoro. Le 29 mars 1912, les travaux continuent à Cañadón Lagarto et commencent à fonctionner dans leur première étape. Les travaux atteignent Colonia Sarmiento en 1914, une zone intérieure à Chubut qui connaissait une croissance importante. La construction de cet embranchement est arrêtée dans cette localité sans être poursuivie par la suite et son tronçon a été modifié en raison des coûts. Elle est inaugurée le 25 mai 1914 et un train spécial a parcouru les 200 km en cinq heures.
Des années plus tard, une extension est construite pour se connecter avec la compagnie Astra après sa délocalisation au nord de la ville de Comodoro Rivadavia. Selon Clemente Dumrauf, la décision de ne pas poursuivre l'embranchement était due au fait qu'il ne progressait pas car il s'opposait aux intérêts britanniques, qui ne voulaient de la Patagonie que pour le bétail. Une autre opinion est donnée par Eduardo José Miguez dans son ouvrage Las Tierras de los ingleses en la Argentina, qui affirme que La Argentina Southern Land Company, une entreprise d'élevage au sud de Río Negro et dans le Chubut, interrompt le projet de chemin de fer dans lequel elle s'était engagée lorsqu'elle a découvert la mauvaise qualité des terres avec lesquelles elle avait l'intention de financer la construction. En outre, il y avait le facteur international de la Première Guerre mondiale, plus un secteur politique important qui considérait que les ressources de l'État devaient être allouées à la région pampéenne. Enfin, la mort de Roque Sáenz Peña et la poursuite de Victorino de la Plaza ont mis fin à l'ensemble du projet.
Ses trains se distinguaient dans les premières années par leur consommation de pétrole brut sans le moindre raffinage ni économie, et étaient considérés comme les trains les plus chers en termes de consommation. Le chemin de fer était principalement utilisé pour le transport de la laine, du bétail et de la production agricole de la région de Sarmiento. Il a également été utilisé par les entreprises Astra et Diadema pour transporter le pétrole brut jusqu'au quai Km 3. L'usine de distillation primaire de Comodoro avait une capacité de 340 m3/jour, et pouvait expédier 834 789 L de sous-produits, ce qui permettait de répondre à la consommation propre du camp et à sa zone d'influence, en plus de la consommation du chemin de fer de l'État sur ses deux lignes dans le territoire de Chubut.
En août 1924, le chemin de fer confirme son rôle de développement en collaborant à la construction du phare de San Jorge avec Yacimientos Petrolíferos Fiscales, qui donne la somme de 25 000 pesos ; la compagnie pétrolière Astra, qui a fourni les briques et la chaux nécessaire ; la Compañía Ferrocarrilera de Petróleo (aujourd'hui Petroquímica Comodoro Rivadavia) fournissait les camions qui transportaient les matériaux de construction jusqu'au chantier et Ferrocarriles del Estado, par le biais du chemin de fer de Comodoro Rivadavia, assurait le transfert des briques de Colonia Sarmiento à Estación Astra, à Comodoro Rivadavia.

### Âge d'or
En 1940, le film Petróleo immortalise ce chemin de fer en décrivant les travaux de transport dans le port de Comodoro Rivadavia.
En 1948, après la nationalisation de Perón, le décret no 32.574 réorganise les lignes ferroviaires administrées par Ferrocarriles del Estado. À la suite de cet ajustement, huit chemins de fer ont été créés : General Bartolomé Mitre, General Belgrano, Domingo F. Sarmiento, General Roca, General San Martín, General Urquiza et Patagónico.
En 1956, la surintendance des chemins de fer est créée et en 1958, lors de la liquidation de l'Empresa Nacional de Transportes, l'Empresa de Ferrocarriles del Estado Argentino (EFEA) est constituée, regroupant exclusivement les six lignes de chemin de fer - le chemin de fer de Patagonie est incorporé dans l'orbite de General Roca. Dans cette réorganisation ultérieure, sous Ferrocarril Roca, la surintendance des lignes de Patagonie a été érigée à Puerto Madryn. À cette époque, le trafic était à l'agonie ; la surintendance fait un diagnostic correct de la situation : la seule solution aux fermetures imminentes était la construction du chemin de fer transpatagonien, qui n'a jamais été réalisé. En tout cas, la nouvelle organisation de la Roca a fini par condamner la quasi-totalité des lignes patagoniennes. En quelques années seulement, les fermetures ont commencé en partie avec le plan Larkin et se sont poursuivies plus tard avec Videla et Menem. Une enquête menée après la fin des lignes de Patagonie a montré que les raisons qui ont conduit à la fermeture de ces lignes isolées étaient que l'administration ferroviaire ne connaissait pas le système réel d'exploitation des branches de Patagonie. En outre, cette étude a révélé que les performances de l'entreprise étaient minimes et qu'il y avait un manque de rénovation des unités de transport et une absence totale de réponse pour effectuer les réparations nécessaires.
La ville devenant quasiment une ville dans les années 1940, la population se concentre autour de la gare située dans le quartier du Centro. Très vite, l'espace limité de cette zone, située entre la colline et la mer, a connu des embouteillages. C'est alors que les habitants ont commencé à réclamer l'ouverture des rues Máximo Abásolo et 25 de Mayo, qui étaient coupées par le remblai du chemin de fer. En outre, la municipalité a affirmé que l'utilisation réelle dans le quartier Centro ne faisait que 300 mètres de large et 800 mètres de long. Ainsi, une demande de désactivation des 5 hectares affectés par l'activité ferroviaire dans le centre de Comodoro a été initiée. D'autre part, le chemin de fer a exigé la fermeture de la rue Mitre, ce qui a été catégoriquement refusé par la municipalité, qui a plutôt exigé le nivellement de la voie entre Pellegrini et 25 de Mayo pour la libre circulation.

### Dernières améliorations

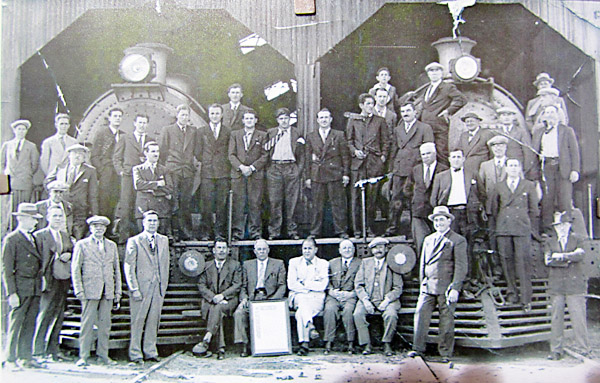
Employés de la station Talleres (Km 5).

Le principal changement dans la vie du chemin de fer est intervenu en 1945 avec l'arrivée de la technologie diesel. Le chemin de fer a reçu trois voitures Ganz 1936 de construction hongroise (deux de la ligne Viedma-Valcheta et une de la ligne Buenos Aires-Pacific FC). Et en 1951, cinq voitures Drewry 1936 de la FFCC General Roca).
La ligne a reçu les dernières améliorations grâce à l'influence que le gouvernement militaire de Comodoro Rivadavia a exercée auprès de l'exécutif national. C'est lors de la visite du ministre national des transports que diverses améliorations ont été convenues. Il s'agit de :
- 2 voitures à moteur pour renforcer le transport urbain.
- 1 wagon frigorifique sur la base d'une voiture automobile.
- 13 wagons-cages de 40 tonnes pour le bétail pour les marchandises périssables de la vallée de Sarmiento.
- 12 logements pour les ouvriers et 10 autres pour les employés.
- À Sarmiento, des logements ont été construits pour le personnel en transit.
- Des améliorations ont été apportées aux stations du Km 5.
- Le hangar a été aménagé pour les voitures.
- À la station du km 162, un hangar a été construit pour le fret et l'état général de la station a été amélioré car il s'agit d'un point de convergence pour le trafic de passagers et de fret en provenance des montagnes.
- Toutes les stations ont reçu des améliorations générales. De plus, les aiguillages et les quais pour le chargement et le déchargement du bétail qui étaient nécessaires ont été activés.

Avec les améliorations apportées à partir de 1950, les voyages à Sarmiento ont été effectués pour les loisirs. Les plus pauvres les utilisaient même comme moyen de partir en voyage de noces.
Même en 1952, la vie dans les villes pétrolières était celle d'un camp pétrolier dont l'accès et la sortie étaient limités par les compagnies exploitantes. Le chemin de fer a joué un rôle fondamental, ses gares étant le seul moyen de transport vers Comodoro et Sarmiento. Au cours de ces années, les chefs de gare vendaient des billets et distribuaient également le courrier. Les stations étaient également le lieu de résidence de la famille du chef. Le mât ne voyait le drapeau flotter à la station que lors d'un événement important pour le pays et la famille du personnel de la station.
Ces mesures ont permis d'accélérer et de réduire le coût de ses services au début des années 1950 ; jusqu'à ces années, le chemin de fer n'a enregistré aucun accident dû à de mauvaises conditions Enfin, le nombre de kilomètres parcourus sur cette ligne s'élevait à 430 828 en 1949.
Le chemin de fer a participé aux travaux hydrauliques du barrage Florentino Ameghino qui ont débuté en 1950. Le Conseil de l'eau et de l'électricité a contracté le ciment produit par Petroquímica. Des trains ont transporté tout le matériel produit au Km 8 jusqu'au port et de là jusqu'à Madryn, pour être acheminé par le chemin de fer Central del Chubut jusqu'au barrage. Les travaux ont été achevés en 1963 et la construction a nécessité plus de 1 500 tonnes de ciment.

### Crépuscule des chemins de fer
En 1958, un rapport sur les gares et le niveau d'infrastructure de ce chemin de fer a révélé que seules 7 de toutes les gares offraient tous les services disponibles : passagers, colis, fret et ranches (P.E.C.H). Ainsi, seuls Sarmiento (démantelé en 1973), Enrique Hermitte, Escalante (transformé en halte en 1965), Comodoro Rivadavia (démantelé au début des années 1970), Km 5, Diadema et Astra. Ils disposaient d'une infrastructure de poids similaire, capable de fournir tous les services du chemin de fer. En outre, les quatre dernières mentionnées faisaient partie de l'ejido de Comodoro et seules trois d'entre elles appartenaient à la ligne interurbaine,.

### Reconnaissance après le centenaire
Le 25 mai 2014 était le 100e anniversaire de l'achèvement de ce chemin de fer et une cérémonie commémorative a eu lieu à Colonia Sarmiento. L'événement a réuni des autorités politiques, d'anciens cheminots et des intellectuels qui ont immortalisé ce transport dans leurs œuvres.
En janvier 2017, l'intention initiée par la fondation locale Detrás del Puente de récupérer la voiture à moteur Drewry qui gît abandonnée dans un domaine rural du quartier de Cordón Forestal a été connue. L'initiative a été présentée il y a quelques années et il ne reste plus qu'une décision politique pour donner une valeur culturelle et historique au ferrobus. L'emplacement serait situé dans l'ancienne Estación de Km 5. En avril 2019, la municipalité déclare l'ancienne gare de Diadema comme bien historique. La déclaration interdit toute intervention sur le bien sans consultation préalable de l'autorité municipale chargée des biens historiques. La même année, de petits tronçons de voie sont encore visibles dans certains secteurs du quartier et de la ville.